# Aurora M. Ocampo
Aurora Maura Ocampo Alfaro (Guadalajara, 15 de enero de 1930-Cuernavaca, 28 de mayo de 2018), más conocida como Aurora M. Ocampo, fue una crítica literaria, bibliógrafa, investigadora y profesora universitaria mexicana.

## Biografía
Inicialmente se formó como arquitecta entre 1948 y 1952 en la Universidad Nacional Autónoma de México (UNAM), aunque posteriormente optó por los grados de maestría y doctorado en letras en la Facultad de Filosofía y Letras de dicha institución. En 1956, participó en la fundación del Centro de Estudios Literarios de la UNAM con los investigadores Julio Jiménez Rueda y María del Carmen Millán y otros jóvenes estudiantes de literatura. En 1969, se incorporó como profesora de su alma mater, donde detentó las cátedras de literatura Mexicana, narrativa iberoamericana del siglo XX, novela hispanoamericana contemporánea y literatura iberoamericana comparada. Adicionalmente, fue profesora del Centro de Enseñanza para Extranjeros de la UNAM y, entre 1962 y 1975, de la Universidad de California y el Dartmouth College.
Ya como investigadora del Centro de Estudios Literarios, preparó con Ernesto Pradro Velázquez la primera edición del Diccionario de escritores mexicanos (1967), la cual fue bien recibida. A lo largo de su carrera académica continuaría con el proyecto, llegando a publicar 9 tomos y recopilando las biografías y bibliografías de cerca de 2500 escritores mexicanos del siglo XX con la ayuda de nutrido equipo de colaboradores.
Falleció el 28 de mayo de 2018, en la ciudad de Cuernavaca.

## Publicaciones selectas
- Ocampo, Aurora M.; Prado Velázquez, Ernesto (1967). Diccionario de escritores mexicanos. México: Universidad Nacional Autónoma de México, Centro de Estudios Literarios.
- Ocampo, Aurora M., ed. (1973). La crítica de la novela iberoamericana contemporánea: antología. México: Universidad Nacional Autónoma de México, Instituto de Investigaciones Filológicas. ISBN 968-837-193-9.
- Ocampo, Aurora M., ed. (1976). Cuentistas mexicanas: siglo XX. Nueva Biblioteca Mexicana. México: Universidad Nacional Autónoma de México.
- Ocampo, Aurora M., ed. (1981). La crítica de la novela mexicana contemporánea: antología. México: Universidad Nacional Autónoma de México.
- Ocampo, Aurora M., ed. (1988-2007). Diccionario de escritores mexicanos siglo XX: desde las generaciones del Ateneo y novelistas de la Revolución hasta nuestros días. México: Universidad Nacional Autónoma de México, Instituto de Investigaciones Filológicas. ISBN 9683628257.